# Dailly
Dailly är en ort i Storbritannien.   Den ligger i kommunen South Ayrshire och riksdelen Skottland, i den centrala delen av landet, 500 km nordväst om huvudstaden London. Dailly ligger 40 meter över havet och antalet invånare är 866.
Terrängen runt Dailly är kuperad söderut, men norrut är den platt. Dailly ligger nere i en dal. Runt Dailly är det mycket glesbefolkat, med 6 invånare per kvadratkilometer. Närmaste större samhälle är Girvan, 9,1 km väster om Dailly. Trakten runt Dailly består i huvudsak av gräsmarker.